# Гриб Павло Ігорович
Гриб Павло Ігорович (нар. 1 липня 1998) — студент Києво-Могилянської академії, викрадений у Білорусі 24 серпня 2017 та таємно перевезений на територію РФ. 

## Біографія
Народився 1 червня 1998 року в родині офіцера-прикордонника та санітарки, учасниці ліквідації аварії на Чорнобильській АЕС. До викрадення – мешкав з батьками у Києві, в останні місяці – готувався до операції, яка мала поліпшити його стан.

## Викрадення
Зі слів батька, Ігоря Гриба, його 19-річний син 24 серпня поїхав у Гомель, щоб зустрітися з дівчиною з Росії, з якою до цього спілкувався тільки у соцмережах. Після цього зв'язок з ним перервався. Зі слів Павла Гриба, він був вивезений з Гомеля невідомими людьми і переданий іншим невідомим, приблизно через декілька днів у Смоленській області був оформлений протокол затримання. Після цього його доставили в Краснодар.
В ув'язненні мав проблеми зі здоров'ям, однак не отримував належної медичної допомоги. Звинувачувався російськими слідчими органами в організації тероризму: за версією обвинувачення пропонував своїй знайомій у Краснодарському краї влаштувати вибух на лінійці в школі № 26 у м. Сочі за допомогою саморобного вибухового пристрою.
22 березня 2019 Північно-Кавказький окружний військовий суд у Ростові-на-Дону визнав Павла Гриба винним у сприянні терористичній діяльності і засудив до 6 років колонії. Павло Гриб у своєму виступі заявив, що не визнає висунуті проти нього обвинувачення й оголосив голодування. МЗС Польщі висунуло вимоги звільнити Гриба та інших українських політв'язнів.
7 вересня 2019 року звільнений в рамках обміну між Україною і РФ.
Павлу Грибу, який страждає на важке уроджене захворювання, після звільнення був потрібен серйозний курс лікування, включно з операцію. Речником від його імені частіше виступає Ігор Гриб, батько юнака. Саме він очолив благодійний фонд Родичі політв'язнів Кремля і бере участь у багатьох кампаніях на підтримку політв'язнів, які ще чекають свого звільнення.

## Сім'я
Батько Ігор Гриб — військовослужбовець прикордонних військ, офіцер, учасник АТО, потім капелан, радник голови Синодального управління військового духовенства ПЦУ. З квітня 2018 року — начальник відділу МінТОТ з питань осіб, позбавлених особистої свободи.
Мати — санітарка. Працювала в Чорнобилі відразу після катастрофи.
Сестра — Ольга.